# جيم وليامز (قس)
جيم وليامز (بالإنجليزية: Jim Williams)‏ هو قس نيوزيلندي، ولد في 11 سبتمبر 1935.